# Austin Powers 2: Špijun koji me hvatao (soundtrack)
Austin Powers: The Spy Who Shagged Me je naziv filmske glazbe za istoimeni film, Austin Powers 2: Špijun koji me hvatao. Album je izdan 1. lipnja 1999. pod Warner Bros. Recordsom. Na albumu se nalazi veliki svjtski hit "Beautiful Stranger" pjevačice Madonne. Pjesma je 2000. godine osvojila Grammy nagradu za najbolju filmsku pjesmu. U glazbenom videu za pjesmu se pojavljuje MIke Myers kao Austin Powers. Video je režisirao Brett Ratner. Album je prodan u više od milijun primjeraka u Sjedinjenim Državama, te mu je RIAA dodijelila platinastu certifikaciju.

## Popis pjesama
1. "Beautiful Stranger" - Madonna
2. "My Generation" - The Who (live)
3. "Draggin' the Line" - R.E.M.
4. "American Woman" - Lenny Kravitz
5. "Word Up" - Melanie B
6. "Just The Two Of Us (Dr. Evil Mix)" - Dr. Evil (Mike Myers)
7. "Espionage" - Green Day
8. "Time of the Season" - Big Blue Missile/Scott Weiland
9. "Buggin'" - The Flaming Lips
10. "Alright" - The Lucy Nation
11. "I'll Never Fall in Love Again" - Burt Bacharach/Elvis Costello
12. "Soul Bossa Nova (Dim's Space-A-Nova)" - Quincy Jones & His Orchestra

Izdan je i drugi soundtrack za film, a nazvan je More Music From the Motion Picture.
1. "Austin Meets Felicity" - Film Dialogue
2. "Am I Sexy?" - Lords of Acid
3. "I'm a Believer" - The Monkees
4. "Magic Carpet Ride" - Steppenwolf
5. "American Woman" - The Guess Who
6. "Get The Girl" - The Bangles
7. "Bachelord Pad" (FPM Edit) - Fantastic Plastic Machine
8. "Let's Get It On" - Marvin Gaye
9. "Crash!" - Propellerheads
10. "Time of the Season" - The Zombies
11. "Dr. Evil" - They Might be Giants
12. "The Austin Powers Shagaphonic Medley" - George S. Clinton
13. "Beautiful Stranger" (Calderone Radio Mix) - Madonna